# Maria Wilhelmina von Neipperg
Maria Wilhelmina von Neipperg (ur. 30 kwietnia 1738, zm. 21 października 1775) – austriacka szlachcianka, dama dworu cesarzowej Marii Teresy i wieloletnia kochanka cesarza Franciszka I.

## Życiorys
Maria Wilhelmina była córką hrabiego Wilhelma Reinharda von Neipperga i jego żony Marii Franciszki von Khevenhüller-Frankenburg. Ze strony ojca jej dziadkami byli Eberhard Fryderyk von Neipperg i Małgorzata Lukrecja Hornberg, zaś ze strony matki: hrabia Franciszek Ferdynand Antoni von Khevenhüller-Frankenburg i Maria Teresa, baronowa von Lubetich und Chapelot. Ojciec Marii Wilhelminy był od 1723 roku guwernerem, a później bliskim przyjacielem przyszłego cesarza Franciszka I.
W wieku szesnastu lat poznała cesarza na balu urządzonym w jednym z pałaców jej ojca. Miała zachwycić cesarza swoją niezwykłą urodą i naturalnym, pogodnym charakterem, a zwłaszcza tym, że traktowała Franciszka I jak zwykłego człowieka. Jak większość dziewcząt szlacheckiego pochodzenia będących dziećmi dowódców wojskowych i ambasadorów, Maria Wilhelmina została damą dworu cesarzowej Marii Teresy i zamieszkała w pałacu Schönbrunn. Wkrótce na dworze wiedeńskiej nazywano ją „la Belle Princesse” i szczególnie chwalono jej piękne dłonie. Romans z cesarzem rozpoczął się najprawdopodobniej w 1753 roku – Maria Teresa była już wówczas matką szesnaściorga dzieci i nieodwołalnie straciła jego zainteresowanie.
W kwietniu 1756 roku (według innych źródeł w 1755) na rozkaz cesarzowej młoda hrabianka została żoną niedawno owdowiałego księcia Jana Adama von Auersperga. Małżonkowie zamieszkali we wspaniałym Pałacu Auerspergów w Wiedniu. Maria Wilhelmina nie miała dzieci, ale wiadomo, że dbała o potomstwo męża z jego pierwszego małżeństwa.
Maria Wilhelmina towarzyszyła Franciszkowi I w 1765 roku na ślubie jego syna, Leopolda z hiszpańską infantką Marią Ludwiką w Innsbrucku, gdzie cesarz nieoczekiwanie zmarł. Po śmierci Franciszka I, Wilhelmina powróciła do życia prywatnego i zmarła 21 października 1775 roku w wieku trzydziestu siedmiu lat. Joachim Wilhelm von Brawe zadedykował jej swoją tragedię „Brutus”.